# Summa Vitae (Konrad von Marburg)

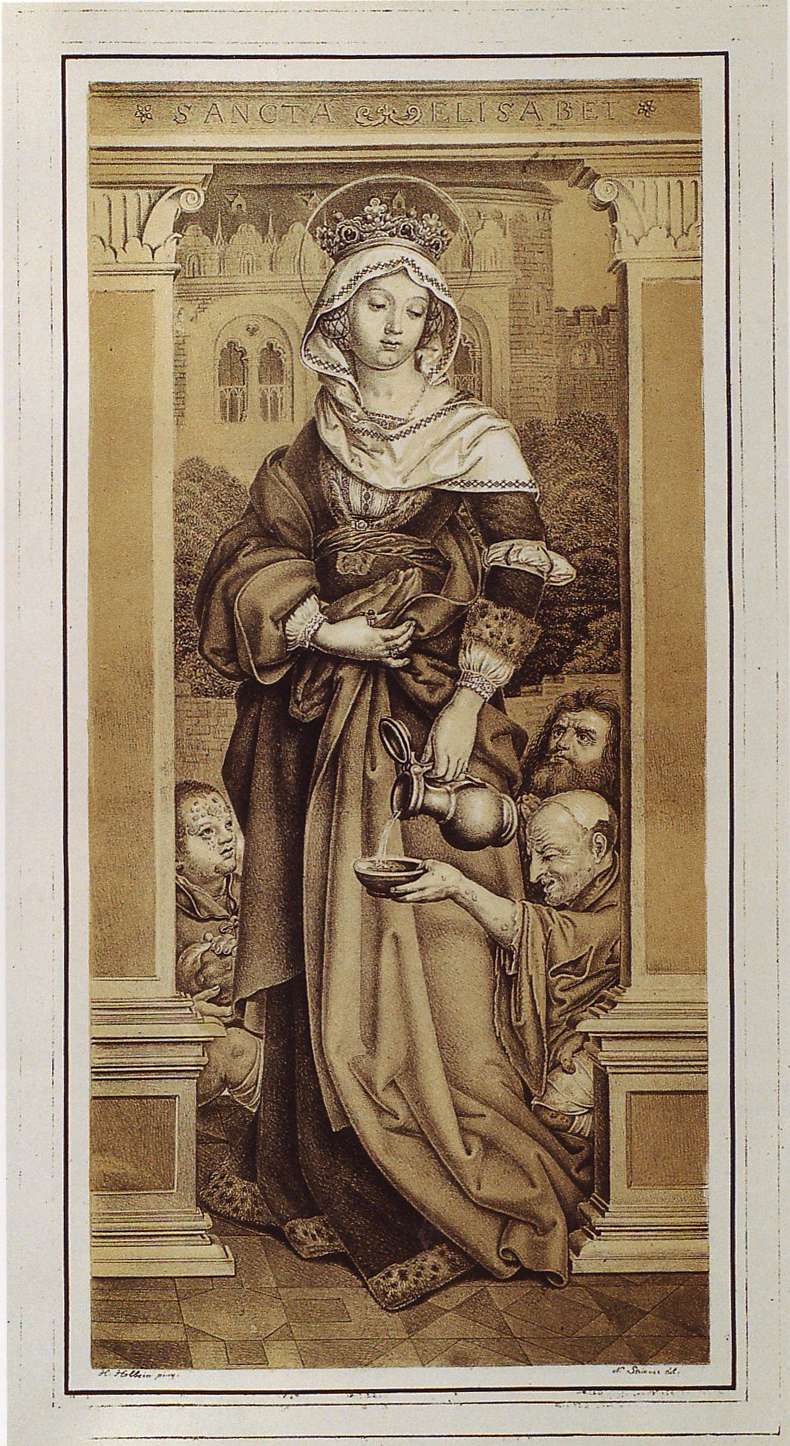
Die Summa vitae beschreibt das Leben der Elisabeth von Thüringen; Kreidelithographie nach dem Gemälde von Hans Holbein, d. Ä., frühes 19. Jahrhundert

Die Summa vitae ist die älteste Lebensbeschreibung der Elisabeth von Thüringen und wurde von ihrem geistigen Seelsorger, dem Kreuzzugsprediger Konrad von Marburg verfasst. Anlass war das Kanonisationsverfahren, das Konrad von Marburg bei Papst Gregor IX. kurz nach dem Tod der Elisabeth von Thüringen im Jahre 1231 einleitete. Heiligsprechungsverfahren waren zu diesem Zeitpunkt bereits weitgehend reglementiert. Gefordert wurden von der römischen Kurie unter anderem sorgfältig bezeugte Wunder sowie eine detaillierte und genaue Beschreibung des Lebenswandels. Die Summa vitae gibt allerdings nur einen Abriss der letzten fünf Lebensjahre der Elisabeth von Thüringen. Sie wird wesentlich ergänzt durch den Libellus de dictis quatuor ancillarum sanctae Elisabeth confectus, in dem die Aussagen der vier sogenannten Dienerinnen der Elisabeth von Thüringen (Guda, Isentrud von Hörselgau sowie die beiden Marburger Spitalschwestern Irmgard und Elisabeth)  zusammengefasst sind.
Das von Konrad von Marburg geschriebene Original ging  allerdings verloren. Erhalten blieb aber unter anderem eine Abschrift vom Ende des 13. Jahrhunderts, die heute in der Universitätsbibliothek Erlangen aufbewahrt wird. Eine ebenfalls auf das Ende des 13. Jahrhunderts zurückgehende Abschrift ist als Bestandteil eines Kodex in der Universitätsbibliothek Würzburg zu finden.